# لنز کوچک کروی
لنز کوچک کروی (انگلیسی: Microspherophakia؛ تلفظ: مایکروسفرو فِــیکیا) نام یک بیماری مادرزادی نادر از نوع اتوزومال مغلوب است که در آن، عدسی کروی‌شکل بوده و کوچکتر از حد نرمال است.

## علت بیماری
این عارضه با برخی بیماری‌ها نظیر سندرم مارفان، «ناهنجاری پیترس» و «سندرم ویل-مارکزانی» در ارتباط است.
علت شکلِ کروی لنز، اختلال در رشد و تکامل رشته‌های زنول است که قدرت کافی درکشیدن لنز و بیضوی‌کردن آنها را ندارند.
این بیماری در اثرِ جهشِ هموزیگوت در ژن «LTBP2» ایجاد می‌شود.